# Rone
Pour les articles homonymes, voir Rone (homonymie).
Erwan Castex, dit Rone, est un compositeur et musicien français, né le 20 juin 1980 à Boulogne-Billancourt.

## Biographie

### Jeunesse et débuts musicaux
Erwan Castex grandit à Paris. Musicien autodidacte, il s'intéresse très tôt aux synthétiseurs et à la musique composée par ordinateur. En 2007, après des études de cinéma à la Sorbonne-Nouvelle, il réalise plusieurs disques de musique électronique, notamment ceux du DJ berlinois Luca Mortellaro, connu sous le pseudonyme Lucy.
Puis il commence à composer sa propre musique sous le pseudonyme Rone. Ce nom d'artiste vient d'une faute de frappe : lors de son premier concert à Paris, alors qu'Erwan Castex se produisait en tant que R.One (homophone de "Erwan"), le flyer indiqua ROne, omettant le point, et transformant donc le nom de l'artiste. De là est né le nom qu’il utilise aujourd'hui (phonétiquement "Rhône").
En 2008, il sort son premier EP Bora sur le label Infiné. Sur le morceau éponyme, on entend la voix de son ami écrivain, Alain Damasio. Il s'agit d'un extrait du journal intime qu'il tenait sur un dictaphone lors de l'écriture de son second roman La Horde du Contrevent. Ce morceau est repéré par Agoria qui le met dans sa compilation At the controls et reçoit aussitôt le soutien d'une bonne partie de la scène électronique notamment en Angleterre (Massive Attack, Sasha, ou Lee Burridge, le DJ résident du club londonien Fabric).

### 2009: Premier album:Spanish Breakfast
En 2009, Infiné publie le premier album de Rone, Spanish Breakfast. Ce disque est salué par les médias, qu'ils soient francophones ou anglophones : Erwan Perron de Télérama considère Rone comme « un des producteurs electronica les plus talentueux que la France nous ait donnés » et France Inter le voit comme « le guide d'un univers enchanté ». Du côté des médias anglophones Electronic Beats en fait l'un des 25 meilleurs albums de l'année 2009, il est également relativement bien accueilli sur Resident _Advisor.
Rone se produit alors en live dans de nombreux festivals, salles de concert et clubs, en France et à l'étranger, comme Sónar à Barcelone, Astropolis à Brest, Ageha à Tokyo, Berghain à Berlin...
La même année, il sort le maxi La Dame blanche, avec un remix de Tyler Pope, le bassiste de LCD Soundsystem, et Clara Moto.

### 2011-2012: Berlin et sortie du second album:Tohu Bohu
En 2011, il quitte Paris pour s'installer à Berlin, de façon à pouvoir retrouver l'inspiration et se concentrer à nouveau sur sa musique.
Il sort d'abord l'EP So so so, bien reçu par les médias spécialisés tel que Trax ou Resident Advisor. Puis, son second album intitulé Tohu Bohu sort en octobre 2012, toujours sur le label Infiné. Le disque obtient la note maximale de 4 clés dans le magazine Télérama et Libération le qualifie de « disque parfois sombre, complexe et planant qui s’est imposé comme l’une des meilleures sorties électro de la fin d’année. ». Resident Advisor lui attribue la note de 4 sur 5 et Rone est élu meilleur artiste français pour l'année 2012 dans le magazine Trax.
La même année, les artistes Juan Atkins, Dominik Eulberg et Chris Clark remixent respectivement les morceaux Bye Bye Macadam, Parade et Let's go.
Le 31 octobre 2013, Rone joue pour la première fois à l'Olympia de Paris après une longue tournée passant par les Vieilles Charrues ou encore les festivals Osheaga à Montreal et Pukkelpop en Belgique. Peu de temps après il fait une première tournée américaine qui se clôture au Coachella Festival.
En décembre 2014, il est tête d'affiche au festival des TransMusicales de Rennes qui se voit contraint de fermer ses portes devant l'affluence du public.

### 2015: troisième album,Creatures
Après plusieurs tournées autour du monde, Rone rentre à Paris et publie sur Infiné son troisième album, Creatures, le 9 février 2015.
Plusieurs autres artistes y collaborent : Étienne Daho, François Marry (leader du groupe pop Frànçois and The Atlas Mountains), le violoncelliste Gaspar Claus, Bryce Dessner (leader du groupe The National), le trompettiste japonais Toshinori Kondo (qui a par exemple collaboré avec DJ Krush), la chanteuse canadienne Sea Oleena et le multi-instrumentiste libanais Bachar Mar-Khalifé.
À nouveau, Rone reprend la route pour défendre son album en live, en Europe, aux États-Unis (notamment au Detroit Electronic Music Festival) et en Asie.
En 2015, Rone sort le clip Quitter la ville en collaboration avec La Blogothèque. Ce premier clip en réalité virtuelle, juste avant celui de Björk, fait de lui un pionnier dans ce domaine.

### 2017: La Philharmonie de Paris et quatrième album,Mirapolis
Le 14 janvier 2017, Rone joue un concert à la Philharmonie de Paris, durant lequel il invite des artistes à le rejoindre : John Stanier, batteur du groupe américain Battles, l'écrivain de science fiction Alain Damasio, le leader de Frànçois and The Atlas Mountains François Marry, le trio à cordes Vacarme et le tromboniste Joachim Latarjet.
Le 23 mars, Erwan Castex se voit décerner la décoration honorifique de Chevalier de l'Ordre des Arts et des Lettres .
Le 3 novembre 2017, Rone sort son quatrième album intitulé Mirapolis, titre inspiré par le souvenir d'enfance du parc d'attractions Mirapolis fermé en 1991. Enfant, Castex est de nombreuses fois passé en voiture devant Mirapolis sans jamais y pénétrer.
Pour Mirapolis, Castex pousse plus loin le travail collaboratif, s'entourant du réalisateur Michel Gondry qui illustre la pochette de l'album. Du côté des artistes, on retrouve les participations des américains John Stanier, batteur du groupe Battles, Kazu Makino, la voix du trio Blonde Redhead, Bryce Dessner, guitariste de The National ; mais aussi le britannique Baxter Dury, la révélation israélienne Noga Erez, ainsi que les français Gaspar Claus et Carla Pallone du groupe Vacarme, les cuivres de Nzeng (Le Peuple de l'Herbe) et Joachim Latarje ainsi que le chœur basque Bostgehio.

### 2020:Room With A View
Invité par Ruth Mackenzie, nouvelle directrice artistique du Théâtre du Châtelet, Rone reçoit une carte blanche de 9 représentations, du 5 au 14 mars. Rone décide de s'associer au collectif (La)Horde pour présenter Room With A View, une pièce musicale et chorégraphique, exécutée par les 18 danseurs et danseuses du Ballet national de Marseille. Les restrictions sanitaires dues à la pandémie de Covid-19 compromettent les deux dernières représentations.

Inspiré par ses lectures de penseurs de l’écologie (Baptiste Morizot, Aurélien Barrau), Rone y aborde les thèmes de l'effondrement, du réchauffement climatique et du patriarcat. Il explique dans Pioche! :
« Avec Room With A View, nous voulions nous faire comme les observateurs du monde au travers de nos arts. (...) Il y a une responsabilité en tant qu’artiste, un public me suit, m’écoute. C’est important d’essayer de faire passer des messages. Sans être moralisateur, parce que je pense que je fais partie du problème, mais en questionnant à travers ma musique. »
Le 24 avril, en plein confinement, sort Room With A View, le cinquième album studio de l'artiste.
Le 15 juillet sort le long métrage La Nuit venue pour lequel Rone compose la bande originale, qui lui vaut les prix de meilleure musique au Festival international du film de Saint-Jean-de-Luz et au Festival de La Baule, ainsi que le César de la meilleure musique originale.

### 2021:Rone & Friends - L(oo)ping
À la suite de son précédent projet réfréné par le confinement, Rone décide de créer un album collaboratif avec de nombreux artistes : Odezenne, Georgia, Jehnny Beth, Dominique A, Laura Etchgoyhen, Alain Damasio, Mood, Flavien Berger, Yael Naim, Malibu, Camélia Jordana, Casper Clausen, Melissa Laveaux et Roya Arab.
Une représentation a été faite au Théâtre du Châtelet le 13 avril 2021, enregistrée par Arte Concert.
Rone compose la bande-originale du film de Jacques Audiard Les Olympiades, sélectionné en compétition au festival de Cannes 2021. Il est nommé au César de la meilleure musique originale l’année suivante.
Les 25 et 26 juin 2021, Rone présente L(oo)ping, concert électro-classique à l'Auditorium Maurice-Ravel en compagnie de 81 musiciens de l'Orchestre national de Lyon, de la pianiste Vanessa Wagner et du choeur Bostgehio, sous la direction du chef Dirk Brossé . Il reprend ce concert à la Philharmonie de Paris les 19 et 20 juin 2023, avec Alain Damasio en invité.

### Collaborations
La carrière de Rone comporte beaucoup de collaborations et d'incursions dans d'autres domaines artistiques.
Il compose notamment la bande son des films d'animation de Vladimir Mavounia-Kouka : La Femme à cordes en 2010 (pour lequel il reçoit une mention spéciale du jury du festival International de Palm Springs dans la catégorie « meilleur sound design »)[réf. nécessaire], puis La Bête en 2014 et I want Pluto to be a planet again en 2016.
Il compose également la bande originale de la première fiction française en réalité virtuelle : I, Philip.
Il collabore aussi avec le photographe Stéphane Couturier en 2011, en réalisant la bande son de Seoul[réf. à confirmer], une vidéo projetée à la Gaîté Lyrique, et à la galerie Polaris.
Sur l'album Tohu bohu, il collabore le temps d'un morceau, Let's Go, avec le rappeur High Priest du groupe new-yorkais Antipop Consortium.
En 2013, le groupe The National propose à Rone de participer à son album Trouble Will Find Me. Aux côtés d'artistes américains tel que Sufjan Stevens, il remanie alors en profondeur quelques morceaux du disque. Le chanteur du groupe, Matt Berninger, dira à ce propos « le travail de Rone apporte un vrai rafraîchissement à notre son. Je ne dirais pas que nous nous sommes réinventés en tant que groupe mais nous avons ouvert de nouvelles portes ».
Jean Michel Jarre s'intéresse lui aussi aux productions de Rone. Il sélectionne deux d'entre elles sur une compilation, InFiné by JMJ puis en 2016, il l'invite à participer à son album Electronica 2: The Heart of Noise.
Rone remixe également Étienne Daho (le morceau En surface, écrit par Dominique A) et Yael Naim (Coward) et collabore avec des ingénieurs du son de Radio France sur des versions binaurales de ses morceaux Apache, Quitter la ville et Acid Reflux, reproduisant un espace audio en trois dimensions.
En septembre 2017, sort l'album Sleep Well Beast de The National sur lequel Rone produit la musique électronique .
En 2018, Rone participe au programme télévisé Variations, pour l'occasion il reprend des œuvres du compositeur britannique Benjamin Britten, accompagné sur scène par la Maîtrise de Radio France dirigée par la cheffe de chœur Sofi Jeannin.
Au printemps 2019, Rone enregistre le titre Motion, symphonie électro-classique de près de 12 minutes, accompagné par les 85 musiciens de l'orchestre Les Siècles et de la pianiste Vanessa Wagner, dirigés par son chef François-Xavier Roth.
En septembre 2019, Rone prête sa musique au film de sensibilisation écologique Nature Now, présenté par la jeune activiste Greta Thunberg et de l'écrivain et activiste George Monbiot.
En 2020, il compose la bande originale du film La Nuit Venue de Frédéric Farrucci, pour lequel il obtient un César lors de la cérémonie du 12 mars 2021.

## Discographie

### Albums studio
- 2009 : Spanish Breakfast (Infiné)
- 2012 : Tohu Bohu (Infiné)
- 2013 : Tohu Bonus (Infiné)
- 2015 : Creatures (Infiné)
- 2017 : Mirapolis (Infiné)
- 2020 : Room with a View (Infiné)
- 2021 : Rone and Friends (Infiné), album de collaborations, avec Dominique A, Yael Naim, Camélia Jordana, Georgia, Casper Clausen…

### Bandes Originales
- 2020 : La Nuit venue (Infiné)
- 2021 : Les Olympiades (Infiné & Page 114)
- 2023 : D'argent et de sang, série de 12 épisodes (Infiné)

### Albums Live
- 2023 : L(oo)ping - Live with Orchestre national de Lyon (Infiné)

### EP
- 2008 : Bora (Infiné)
- 2009 : La Dame blanche (Infiné)
- 2011 : So So So (Infiné)
- 2012 : Parade (Infiné)
- 2013 : Bye Bye Macadam (Infiné)
- 2013 : Let's Go (Infiné)
- 2014 : Apache (Infiné)
- 2016 : Vood(oo) (Infiné)
- 2019 : Motion (Infiné)
- 2022 : Ghosts (Infiné)

### Collaborations
- 2007 : Chocolate - Lucy & Rone (Broque)
- 2007 : Continuity Theory - Lucy & Rone (Curle)
- 2009 : Mediocritics - Lucy & Rone (ProgCity Deep Trax)
- 2009 : Great Heron - Lucy & Rone (ProgCity Deep Trax)
- 2016 : The Heart of Noise, Pt. 1-Jean-Michel Jarre & Rone (Columbia)

## Filmographie
- 2010 : La Femme à cordes[41]
- 2014 : La Bête[42]
- 2016 : Et ta sœur - générique d'ouverture (Bye Bye Macadam)
- 2016 : I, Philip[30]
- 2016 : I Want Pluto to be a planet again[43]
- 2020 : La Nuit venue[44]
- 2021 : Les Olympiades[45]
- 2023 : D'argent et de sang, série de 12 épisodes
- 2024 : Le Mohican

## Pièce chorégraphique
- 2020 : Room With A View - Rone & (La)Horde avec le Ballet national de Marseille au Théâtre du Châtelet[46],[47]

## Distinctions
- 2017 : Chevalier des Arts et des Lettres
- 2020 : Grand Prix SACEM des musiques électroniques[48]
- César 2021 : César de la meilleure musique originale pour La Nuit venue
- 2021 : Disque d'or du Cannes Soundtrack Award (Festival de Cannes) pour la bande originale des Olympiades[49]
- César 2022 : nomination au César de la meilleure musique originale pour Les Olympiades
- 2024  : Prix de la Musique Originale pour une fiction de la Chambre syndicale de l'édition musicale pour la série D'argent et de sang[50]